# Jean-Louis de Nassau-Sarrebruck
 (décembre 2021).
Jean-Louis de Nassau-Sarrebruck, né le 19 octobre 1472 à Sarrebruck et mort le 4 juin 1545 dans la même ville, est un prince du Saint-Empire. Ayant régné 72 ans, 7 mois et 16 jours, il est l'un des monarques européens au règne le plus long.

## Biographie

### Famille
En 1492, il épouse Élisabeth de Bavière-Palatinat-Deux-Ponts, fille de Louis Ier ; puis Catherine de Moers, fille de Jean III comte de Moers-Saarwerden et d'Anne van den Bergh. 

### Règne
Il succède à Jean II de Nassau-Sarrebruck dont il est le fils posthume.